# Personalprälatur
Eine Personalprälatur (lateinisch praelatura personalis) ist eine vom Zweiten Vatikanischen Konzil angeregte und in der Nachkonzilszeit (Motu Proprio „Ecclesiae Sanctae“ I.4) eingeführte institutionelle Rechtsform der römisch-katholischen Kirche.
Nach 294  CIC (katholisches Kirchenrecht) sollen Personalprälaturen eine „angemessene Verteilung der Priester“ fördern oder „besondere seelsorgliche oder missionarische Werke für verschiedene Gebiete oder unterschiedliche Sozialverbände“ ermöglichen. Sie sind „klerikale Zweckverbände“, die „aus Klerikern“ bestehen; „aufgrund von mit der Prälatur getroffenen Vereinbarungen, können Laien sich apostolischen Werken der Personalprälatur widmen“. Seit 2023 sind die Personalprälaturen den öffentlichen Vereinigungen von Klerikern päpstlichen Rechts assimiliert, ausgestattet mit der Befugnis, Kleriker zu inkardinieren. Die einzige bestehende Personalprälatur ist das Opus Dei.
Die Rechtsform der Personalprälatur ist von der relativ neuen Rechtsstruktur des Personalordinariats zu unterscheiden.

## Einführung und Charakter
Dem Corpus Iuris Canonici von 1917 war die Rechtsform der Personalprälatur noch fremd. Die Möglichkeit der Errichtung von Personalprälaturen wurde erstmals durch das Zweite Vatikanische Konzil (Dekret Presbyterorum Ordinis vom 7. Dezember 1965 (Nr. 10)) geschaffen. Die durch Papst Johannes XXIII. initiierte Revision des kirchlichen Gesetzbuchs führte 1983 zum oben erwähnten Codex Iuris Canonici (CIC). Dieser enthält in Teil I „Die Gläubigen“ zum Titel IV „Personalprälaturen“ in den Canones 294–297 ein Rahmengesetz für Personalprälaturen. 
Bis 2022 unterstanden Personalprälaturen der Bischofskongregation. Mit der Kurienreform von Papst Franziskus (Praedicate Evangelium) erhielt das Dikasterium für den Klerus die Zuständigkeit für die Personalprälaturen.
Der Personalprälatur steht ein vom Papst eingesetzter Prälat vor, der ebenfalls seit 2022 nicht mehr zum Bischof geweiht werden soll. Personalprälaturen dürfen nur nach Anhörung der Teilkirchen errichtet und nur mit Zustimmung des jeweiligen Ortsbischofs in einer Diözese tätig werden. Die Statuten einer Personalprälatur werden vom Heiligen Stuhl erlassen.
Die Errichtung einer Personalprälatur verfolgt nach Canon 294 im geltenden Kirchenrecht die beiden Zwecke, eine angemessene Verteilung der Priester sicherzustellen oder besondere seelsorgliche oder missionarische Aufgaben zu erfüllen. Die in einer Personalprälatur „inkardinierten“ Priester („Kleriker“) sollen die allgemeine Seelsorge der Diözesen ergänzen. Rechtssystematisch werden die Personalprälaturen damit nicht den Instituten des geweihten Lebens und Gesellschaften des apostolischen Lebens (Teil III, 573–746  CIC) zugeordnet. Personalprälaturen sind aber auch keine Bistümer und auch allen anderen Erscheinungsformen der Teilkirchen nicht rechtlich gleichgestellt oder konzeptual vergleichbar. Entsprechende Hinweise wurden vielmehr im Zuge der Codexrevision bewusst gestrichen. Sie dienen daher auch nicht wie die Militärordinariate in Abkehr vom traditionellen Territorialprinzip der Flexibilisierung der Seelsorge durch Anwendung eines Personalprinzips, sondern zielen von ihrer Entwicklung darauf, den Teilkirchen besonders ausgebildete und/oder einem besonderen Ziel verpflichtete Weltkleriker (also Priester und Diakone) zur Verfügung zu stellen.

## Entwicklung

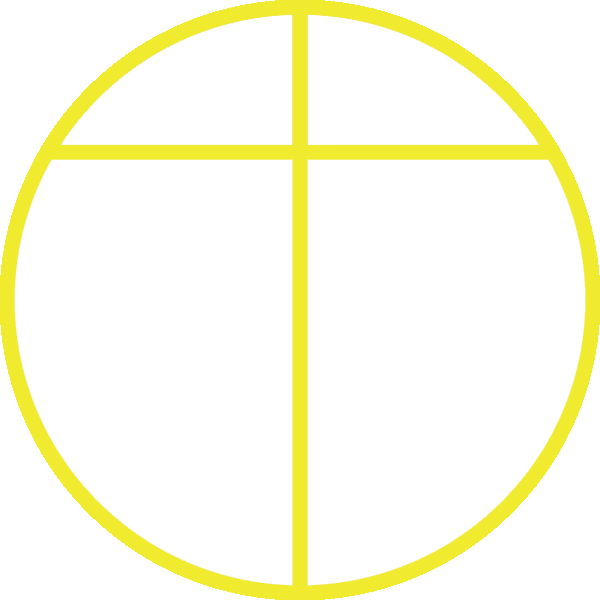
Das Siegel der Gesellschaft vom Heiligen Kreuz und Opus Dei, bisher einzige Personalprälatur der katholischen Kirche

Am 28. November 1982 wurde die Priesterliche Gesellschaft vom Heiligen Kreuz und Opus Dei zur ersten und bislang einzigen Personalprälatur der katholischen Kirche erhoben.
Dem Opus Dei gehörten im Jahr 2017 92.892 Laien (Männer und Frauen), 2.121 Priester, 31 Neupriester und 366 Priesteramtskandidaten an. Die einer Personalprälatur angehörigen Laien sind gewöhnliche Gläubige der Diözesen, in denen sie wohnen. Die Rechte des Diözesanbischofs gegenüber Laien einer Personalprälatur sind keine anderen als die gegenüber sonstigen Laien seiner Diözese.
Allerdings weist das Opus Dei als bislang einzig errichtete Personalprälatur nach Ausweis ihrer Statuten (Codex Iuris Particularis Operis Dei) einige Besonderheiten auf. Somit mag sich erklären, dass die Einordnung der Personalprälatur im Verfassungsgefüge der Kirche in der Fachwissenschaft kontrovers diskutiert wird. Während die dem Opus Dei selbst angehörenden Autoren Amadeo de Fuenmayor, Valentín Gómez-Iglesias und José Luis Illanes oder auch mit ihm verbundene Autoren die Personalprälatur als Teil der hierarchischen Verfassung der Gesamtkirche ansehen, was zugleich bedeuten würde, dass das ursprünglich konsoziative Opus Dei (Säkularinstitut von 1950 bis 1982) im Unterschied zu allen Orden, Kongregationen, Säkularinstituten oder sonstigen kirchlichen Vereinigungen zu einem Teil der Kirchenverfassung umgeformt worden sei, wird sie von vielen anderen Autoren lediglich als Inkardinationsmöglichkeit oder Inkardinationsverband für Kleriker angesehen, die der näheren Ausgestaltung durch die zu erlassenden Statuten bedarf.
Papst Johannes Paul II. erklärte in einer Ansprache am 17. März 2001, dass die Personalprälatur Opus Dei zur hierarchischen Struktur der katholischen Kirche gehöre. Er hatte die beiden ersten Prälaten der Personalprälatur Opus Dei, Alvaro del Portillo y Diez de Sollano und Javier Echevarría Rodríguez, in den Jahren 1990 und 1994 zu Titularbischöfen der römisch-katholischen Kirche ernannt. 
Durch ein Motu proprio vom 8. August 2023 hat Papst Franziskus die Personalprälaturen – und damit die einzige bestehende dieser Art, das Opus Dei – den öffentlichen Vereinigungen von Gläubigen päpstlichen Rechts assimiliert, ausgestattet mit der Befugnis, Kleriker zu inkardinieren.